# 弗雷森代尔夫
弗雷森代尔夫是德国石勒苏益格－荷尔斯泰因州的一个市镇。总面积2.60平方公里，总人口96人，其中男性59人，女性37人（2011年12月31日），人口密度37人/平方公里。